# Greg Horn
Greg Horn é um ilustrador dos Estados Unidos.